# 巴利扎圖爾河
巴利扎圖爾河（烏克蘭語：Бальзатул），是烏克蘭的河流，位於該國西部外喀爾巴阡州，發源自盧里以東，流經拉希夫區，河道全長10公里，流域面積71.6平方公里。